# Odynerus flavotorquatus
Odynerus flavotorquatus är en stekelart som beskrevs av Giordani Soika. Odynerus flavotorquatus ingår i släktet lergetingar, och familjen Eumenidae. Inga underarter finns listade i Catalogue of Life.